# 細川真奈
細川 真奈（ほそかわ まな、1985年（昭和60年）8月6日 - ）は、日本のファッションモデル。血液型AB型。ピアラ所属。Bis READERSNUMBER 085。日本大学法学部卒業。

## 来歴・人物
- 大学1年の時に雑誌「Ray」のアンケート会に参加したのを機に読者モデルとしての活動を開始[1][2]。その後もあらゆるファッション誌の読者モデルを務める一方、ファッションブランド「Marblee」（マーブリー）を立ち上げるなど、幅広く活動している。
- 重度の食物アレルギーを抱えており、卵や牛肉、乳製品を好まない性格である[1]。
- 現在はモデル業のかたわらアレルギーナビゲーターとしても活躍している[3][4]。
- 高校時代はチアリーディング部に在籍していた[5]。
- 私生活では2019年12月3日にアレルギーナビゲーターとしての活動中に知り合った一般男性と結婚したことを、2日後の12月5日に自身のブログで報告した[6]。2020年7月1日、第1子を出産したことを報告、具体的な出産日は明かさなかった[7]。

## 出演

### TV
- オビラジR（TBS、2006年10月 - ）オビガール
- 女子☆ブロ（テレビ東京、2010年）レギュラー

### WEB
ウェブサイト雑誌「Sol Sa Bass」内“美神-BijiN-”で2006年7月7日からモデル

### 雑誌
- ViVi（講談社）5月23日
- CanCam（小学館）5月23日
- JJ（光文社）5月23日
- With（講談社）5月28日
- ar（主婦と生活社）6月12日
- bis（光文社）6月18日
- JJ（光文社）6月23日
- Ray（主婦の友社）6月23日
- ViVi（講談社）6月23日
- CanCam（小学館）6月23日